# Bureau of Democracy, Human Rights, and Labor Affairs
Het Bureau of Democracy, Human Rights and Labor Affairs (DRL), vertaald Bureau van Democratie, Mensenrechten en Arbeidskwesties maakt deel uit van het Amerikaanse ministerie van Buitenlandse Zaken en vormt samen met vier andere bureaus het Office of the Under Secretary for Global Affairs. De andere vier zijn:
- Bureau of Oceans and International Environmental and Scientific Affairs
- Bureau of Population, Refugees, and Migration
- Office of the Science and Technology Adviser
- Office to Monitor and Combat Trafficking in Persons

De taak van het DRL is het bevorderen van democratie over de wereld, het formuleren van het beleid van de VS op het gebied van de rechten van de mens en het coördineren van beleid in arbeidskwesties waar mensenrechten mee in verband staan.
Het bureau is verantwoordelijk voor het uitbrengen van jaarrapporten over landen wereldwijd, met betrekking tot godsdienstvrijheid en mensenrechten. Aan het hoofd van het bureau staat de Assistant Secretary of State for Democracy, Human Rights, and Labor.
Het bureau is in 1977 opgericht als Bureau of Human Rights and Humanitarian Affairs en werd in 1994 hernoemd, onder verwijzing naar een bredere reikwijdte voor het bureau en naar de samenhang tussen mensenrechten, arbeidsomstandigheden en democratie.